# Królestwo Ostrogotów
Królestwo Ostrogotów (łac. Regnum Italiae) – państwo, powstałe w 493 roku na Półwyspie Apenińskim, po likwidacji dotychczasowego państwa Odoakra przez Teodoryka Wielkiego, wodza barbarzyńskiego plemienia germańskich Ostrogotów.

## Historia

### Powstanie państwa

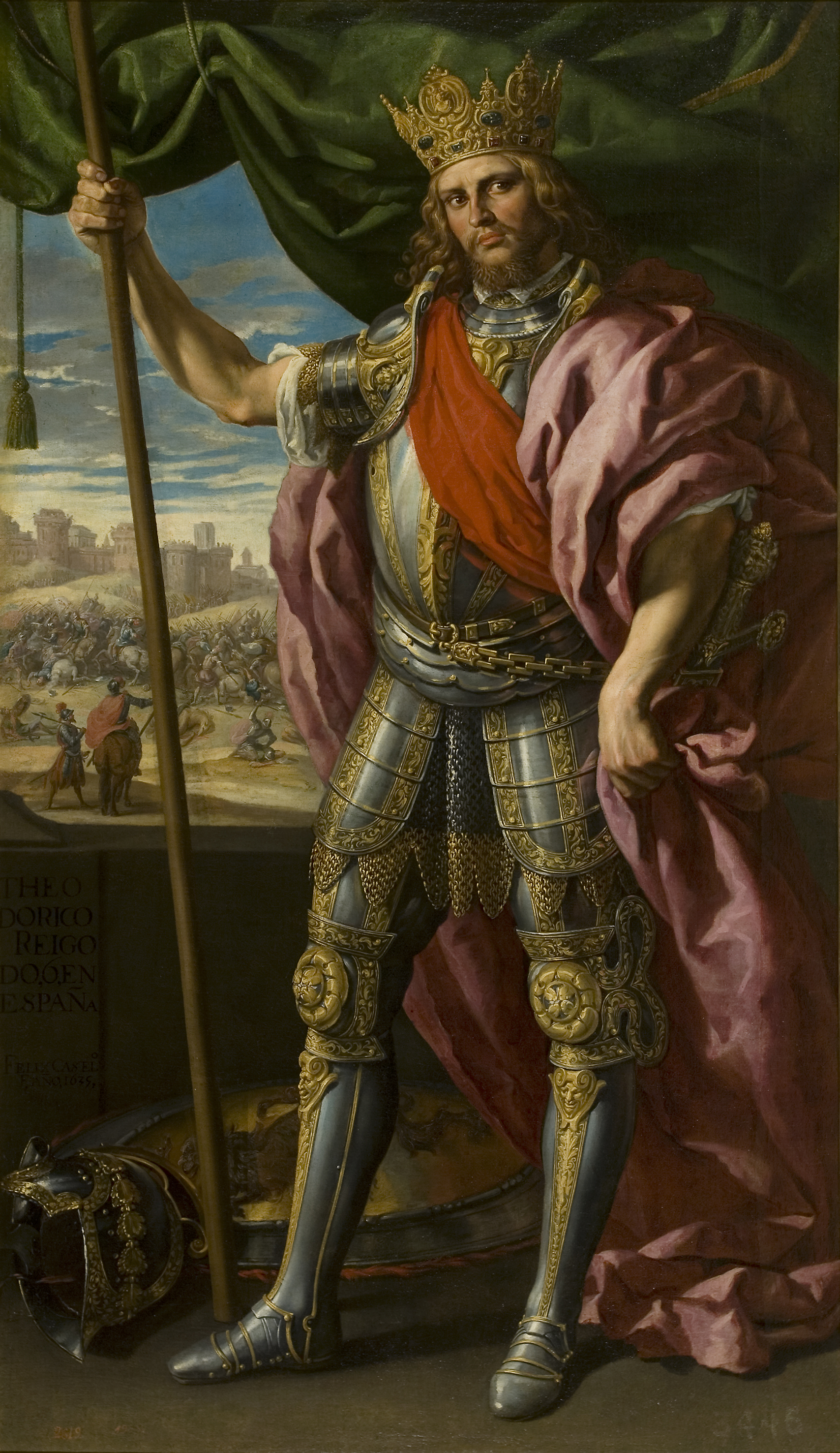
Wyobrażenie Teodoryka Wielkiego z XVII wieku

Kolejne sukcesy Odoakra w walce z plemionami Rugiów zaniepokoiły cesarza Zenona, który wykorzystując pretekst skargi syna zabitego przez Odoakra króla Rugiów zachęcił króla Ostrogotów Teodoryka do zaatakowania Italii. Pierwszą z bitew wojny było, zwycięskie dla Teodoryka, starcie pod Isonzo 28 sierpnia 489. Wojna trwała cztery lata, a większość tego czasu wypełniało przedłużające się oblężenie Rawenny. Teodoryk ogłosił się panem Włoch, ale Odoaker zdołał utrzymać się w dawnej stolicy cesarskiej aż do 493 r. Wtedy osiągnięto porozumienie co do podziału władzy. Jednak w niespełna dziesięć dni po tym, jak Teodoryk został wpuszczony do miasta, kazał zamordować Odoakra.

### Panowanie Teodoryka
Teodoryk przyjął, podobnie jak Odoaker, tytuł patrycjusza i uznawał cesarza za swojego nominalnego zwierzchnika. Powstało państwo, w którym dzięki zręcznej polityce Teodoryka, udało się żyć w pokojowym współistnieniu dwóch całkowicie odmiennych nacji. Sam władca porzucił germańskie zwyczaje i otoczył swój dwór przepychem na wzór Bizancjum, a sam nosił się w kolorze cesarskiej purpury. Znajomość obu dworów cesarskich pomagała mu w kontaktach z Rzymianami, a za pośrednictwem swego urzędu realizował oczekiwania ludu w zakresie ciągłości struktur państwowych.

### Po śmierci Teodoryka
Następcy Teodoryka nie potrafili utrzymać w ryzach swoich poddanych i zachować pokojowych relacji z cesarzem. Wojna z Bizancjum rozpoczęła się w 535 r., po zamordowaniu sprawującej władzę w Italii córki Teodoryka Amalasunty przez jej kuzyna Teodahada, z którym dzieliła władzę. Zbrodnia popełniona na Amalusancie stanowiła dla bizantyjskiego cesarza Justyniana Wielkiego okazję do likwidacji władzy Ostrogotów, i doprowadziła w końcu do ostatecznego upadku państwa. Najważniejsze bitwy stoczono pod Brundisium (547 rok), pod Sena Gallica (551 rok) i pod Busta Gallorum (552 rok). Po ostatniej bitwie w 553 rok, kiedy to ostatni król Teja zginął w bitwie pod Mons Lactarius, Ostrogoci zostali ostatecznie pokonani. Ziemie królestwa zostały przez Justyniana włączone do Cesarstwa Wschodniorzymskiego.
Mimo tego walki trwały jeszcze kilka lat, ale ograniczały się głównie do zdobywania twierdz będących w posiadaniu niedobitków armii Gotów. Ostatnim miastem w rękach Gotów była Werona, która padła dopiero w 562 roku. Zdobyli ją Longobardowie Alboina, którzy wspierali Bizantyńczyków w wojnie.

## Mieszkańcy państwa
Teodoryk stał się, jak podają oficjalne dokumenty, królem zarówno Rzymian, jak i barbarzyńców italskich. Państwo zamieszkiwali, obok potomków mieszkańców cesarstwa rzymskiego, barbarzyńcy Germanie. Istniały między nimi oczywiste różnice. Rzymianie byli katolikami, a Goci arianami. Gotów i Rzymian różnił też język. Ci pierwsi w połowie VI wieku mieli zarówno formę ustną, jak i pisemną swojego języka, używaną w celach świeckich oraz religijnych. Język Rzymian był natomiast ujednolicony. Większość pozostałych różnic koncentrowała się wokół prawa i gospodarki.

## Organizacja państwa
Królowie ostrogoccy zachowali rzymską administrację i prawo. Na początku VI w. Teodoryk ogłosił swój Edykt składający się z 154 reguł i przepisów. Z jednym lub dwoma wyjątkami nie były to nowe prawa, lecz skrótowo przedstawione prawa rzymskie napisane prostym i zrozumiałym językiem. Edykt był niejako podręcznikiem wydanym dla sędziów i obejmował sprawy, które, zdaniem króla, najczęściej toczyły się przed sądami. Od tej chwili Goci stali się podmiotami prawa rzymskiego, ale nie sędziami rzymskimi. W Edykcie nie było też wzmianki o uznaniu ich własnych zwyczajów i świąt. Było to wyrazem pewnych niespójności w polityce Teodoryka, który starał się utrzymać odrębność Gotów i Rzymian i nie dopuścić do asymilacji obu nacji. Władza królewska miała pewne ograniczenia. Władca mógł wydawać edykty, ale nie mógł nadawać obywatelstwa rzymskiego ani mianować konsulów bez uprzedniego potwierdzenia cesarza; jego lud zaś nie mógł zawierać związków małżeńskich z Rzymianami i Rzymiankami. Nadal funkcjonował też Senat rzymski i pełnił rolę konsultacyjną w sprawach prawa i nominacji rzymskich urzędników cywilnych.

## Architektura i kultura
Teodoryk Wielki na wielką skalę przystąpił do odbudowy i remontu rzymskich budowli m.in.: akweduktów, łaźni publicznych czy murów miejskich. Mocno została rozbudowana stolica państwa – Rawenna. Powstały w niej liczne kościoły i monumentalne budowle, z których kilka przetrwało do naszych czasów. Jednym z nich jest bazylika Sant’Apollinare Nuovo z baptysterium i kaplicą arcybiskupią. Inny obiekt to Mauzoleum Teodoryka w Rawennie.
Teodoryk przywrócił starą tradycję cesarską rozdawnictwa zboża biedocie rzymskiej oraz reaktywował niezwykle popularne i zarazem bardzo kosztowne igrzyska cyrkowe.